# Eduard Mulder
Eduard Mulder (Rotterdam, 7 juli 1832 – Utrecht, 8 maart 1924) was een Nederlands scheikundige en hoogleraar aan de Universiteit Utrecht.

## Biografie
Eduard was de zoon van professor Gerardus Johannes Mulder en zijn vrouw Wilhelmina van Rossem. Op 3 augustus 1849 schreef hij zich in aan de Universiteit Utrecht voor een studie scheikunde. Op 21 november 1853 promoveerde hij er met het proefschrift: Historisch-kritisch overzigt van de bepalingen der aequivalent-gewigten van 13 eenvoudige ligchamen tot doctor in de natuurwetenschap. In 1854 werd hij docent scheikunde aan de Koninklijke Akademie te Delft. Hier heeft hij diverse essays geschreven, alsmede de publicatie van een leerboek over de scheikunde. Op 30 september 1864 benoemden de curatoren van de Universiteit Utrecht hem tot buitengewoon hoogleraar in de chemie, een positie die hij op 10 oktober aanvaardde. Op 4 december 1868 werd hij er gewoon hoogleraar met de inaugurele rede: De methode bij scheikundig onderzoek te volgen opgespoord uit de geschiedenis.
In 1878 ontving hij de leerstoel voor organische chemie en in 1879 die voor toxicologie. In zijn hoedanigheid van universitair docent in Utrecht hield hij zich ook bezig met de organisatorische taken van de universiteit en was hij in 1879/80 rectores magnificus van de Alma mater. Dit ambt aanvaardde hij met de toespraak: Over analyse en synthese in de natuurwetenschappen.  Nadat Mulder met zijn driedelig werk Scheikundige aanteekeningen de basis had gelegd voor publicatie van scheikundige artikelen in Nederland, stichtte hij in 1882 met Antoine Paul Nicolas Franchimont (1844-1919), Willem Anne van Dorp (1847-1914), Sebastiaan Hoogewerff (1847-1934) en Anthonie Cornelis Oudemans (1858-1943) het tijdschrift recueil des travaux chimiques des Pays-Bas. In 1875 werd hij lid van de Koninklijke Nederlandse Akademie van Wetenschappen (KNAW), en op 17 juli 1902 volgde zijn emeritaat.

## Familie
Mulder was tweemaal gehuwd. Zijn eerste huwelijk was op 2 juli 1856 in Leiden met Sophie Theodore Terpstra (1828-1864) en zijn tweede was op 21 augustus 1872 in Utrecht met Henriëtte Jacoba Gerritzen (1846-1926). Met zijn tweede echtgenote kreeg hij, naar zover bekend, de volgende kinderen: Arnold (1878), Johannes Hermanus (1878-1958) en Willem Mulder (1881).